# Camocim Clube de Futsal
O Camocim Clube de Futsal   é um clube de futsal brasileiro da cidade de Camocim,no Ceará. Filiado a Federação Cearense de Futsal  sendo campeão estadual nos anos de 2001 ao vencer a equipe de Canindé e em 2002 conquistando o bicampeonato após vencer o Sumov Atlético Clube por 6 x 1. A equipe acabou perdendo o tricampeonato  em 2003 na final contra o Ceará Sporting Club. Com essas conquistas estaduais,  classsificou-se para a disputa do zonal norte e nordeste que dava vaga para a disputa da fase final da Taça Brasil, vencendo a edição do zonal em 2002 e 2003. Em 2003 e 2004, a equipe do Camocim Clube disputou a Taça Brasil de Futsal terminando em um honroso 5° lugar em 2003.

## Títulos
- Taça Brasil de Futsal - Zonal N/NE: 2002 e 2003
- Campeonato Cearense de Futsal: 2001 e 2002  [4]
- Cearense Intermunicipal de Seleções: 2019 e 2021
- Copa Vale Acaraú de Futsal: 2017

## Links
- http://futsalcearense.com.br/noticia.asp?cod=112
- http://diariodonordeste.verdesmares.com.br/editorias/jogada/camocim-estreia-com-derrota-na-31-taca-brasil-1.418030
- http://futsalcearense.com.br/noticia.asp?cod=167
- https://tarrafanews.wordpress.com/2011/03/11/camocim-e-meruoca-confirmadas-no-campeonato-cearense-de-futsal-2011/
- http://www.camocimonline.com/2011/05/camocim-futsal-goleia-alto-santo-de.html
- http://diariodonordeste.verdesmares.com.br/editorias/jogada/coluna/silvio-carlos-1.219/mata-ria-557804-1.239393
- https://colunadomario.wordpress.com/campeoes-cearenses-de-futsal/